# Nyttolast
Nyttolast avser lastkapaciteten för ett flygplan eller bärraket, vanligtvis mätt i termer av vikt.